# Руднева, Анна Олеговна
А́нна Оле́говна Ру́днева (во втором браке Бе́лина) — российская певица, автор-исполнитель, актриса и дизайнер. Солистка и ритм-гитаристка российской поп-рок-группы «Ранетки».

## Биография
Родилась 11 января 1990 года в Москве в семье предпринимателя Олега Владимировича и Светланы Алексеевны Рудневых.
Окончила МГИК (факультет Социально-культурная деятельность, специальность «Продюсирование и постановка шоу-программ»).

## Карьера
С 10 августа 2005 года по 21 ноября 2011 года — вокалистка, ритм-гитаристка, автор некоторых песен и музыки группы «Ранетки». В группу попала в возрасте 15 лет. Коллектив прославился в 2006 году после того, как их песни прозвучали в ставшем популярным сериале «Кадетство». В составе группы попробовала себя в качестве актрисы сериала «Ранетки». Вместе с Рудневой группа записала четыре альбома: «Ранетки» (2006), «Пришло наше время» (2009), «Не забуду никогда» (2010) и «Верните рок-н-ролл !!!» (2011), где она чаще всего исполняла собственно сочинённые композиции. 21 ноября 2011 года из-за скандала с продюсером покинула группу.
Через некоторое время занялась сольной карьерой. В конце декабря 2012 года представила свой дебютный сингл «Магнит», 28 апреля 2013 года состоялся её первый сольный концерт в московском клубе «Face».
В 2014 году Рудневой представила свой новый проект «Аня Руднева & Youngs». Выпустила песни «Tыкилометры» и «Мама». 14 октября состоялась премьера песни «Глупости». Так же в этот день были представлены две песни — «Точка кипения» и «Холодно без тебя» с её другом Дмитрием Ушаковым.
В 2014 году Рудневой стала дизайнером украшений, создав собственный бренд Ann Rudneva. С осени того же года является резидентом московского продюсерского медиа-центра «180 студио» и основателем лейбла «Ann Rudneva Production».
В 2017 году Анна Руднева предприняла попытку воссоединить группу «Ранетки» вместе с Натальей Мильниченко и Сергеем Мильниченко. Были выпущены песни «Мы потеряли время» и «Ранетки: History». После этого Руднева вернулась к сольной карьере под псевдонимом Аня Ранетка, а также продолжила карьеру вокального педагога.

## Личная жизнь
Первый муж — Павел Сердюк, (21 января 2012 — 18 февраля 2015), дочь Софья (род. 17 мая 2012). Второй муж — Дмитрий Белин (с 30 апреля 2015), сын Тимофей (род. 17 августа 2015). В начале июля 2023 года Анна Руднева объявила о разводе с Дмитрием Белиным.

## Дискография

### Студийные альбомы

#### В составе группы «Ранетки»
- «Ранетки» (2006)
- «Пришло наше время» (2009)
- «Не забуду никогда» (2010)
- «Верните рок-н-ролл !!!» (2011)

#### Сольные альбомы
- «Магнит» (2012)

### Live-альбомы
- «Live: концертный тур по России» (2009)

### Саундтреки
- «Ранетки: Оригинальный саундтрек» (2008) — официальный саундтрек-альбом к сериалу «Ранетки»
- «Чёрная молния» (2009) — официальный саундтрек-альбом к фильму «Чёрная молния»
- «Клуб Винкс: Тайна затерянного королевства» (2010) — официальный русскоязычный саундтрек-альбом к анимационному фильму «Клуб Винкс: Тайна затерянного королевства»
- «Клуб Винкс: Волшебное приключение» (2010) — официальный русскоязычный саундтрек-альбом к анимационному фильму «Клуб Винкс: Волшебное приключение»

### Синглы

#### В составе группы «Ранетки»
- «Слёзы — Лёд» (2010)

#### Сольные
- «Магнит» (2012)
- «Летать» (2018)
- «Найду» (feat. Sam Wick) (2020)
- «Пока звучит музыка» (2020)

### Песни
| Год                   | Песня                                              | Альбом                                    |           |           |
| «Ранетки»             | «Ранетки»                                          | «Ранетки»                                 | «Ранетки» | «Ранетки» |
| --------------------- | -------------------------------------------------- | ----------------------------------------- | --------- | --------- |
| 2007                  | «Я уйду»                                           | Пришло наше время                         |           |           |
| 2007                  | «Нас не изменят»                                   | Пришло наше время                         |           |           |
| 2007                  | «На моей луне»                                     | Пришло наше время                         |           |           |
| 2008                  | «Чемпионы любви»                                   | Пришло наше время                         |           |           |
| 2008                  | «Нет мира без тебя»                                | Пришло наше время                         |           |           |
| 2009                  | «Мальчик мой»                                      | Пришло наше время                         |           |           |
| 2009                  | «Молния»                                           | Чёрная молния                             |           |           |
| 2009                  | «Я не забуду тебя»                                 | Не забуду никогда                         |           |           |
| 2010                  | «Вот и всё»                                        | Не забуду никогда                         |           |           |
| 2010                  | «Чёрная молния»                                    | Не забуду никогда                         |           |           |
| 2010                  | «Не плачь»                                         | Не забуду никогда                         |           |           |
| 2010                  | «Пришла весна»                                     | Не забуду никогда                         |           |           |
| 2010                  | «Летай!» (Знай)                                    | Клуб Винкс: Тайна затерянного королевства |           |           |
| 2010                  | «Магия живёт на свете»                             | Клуб Винкс: Волшебное приключение         |           |           |
| 2010                  | «Поверь мне» («Беливикс»)                          | Клуб Винкс: Волшебное приключение         |           |           |
| 2010                  | «Слёзы»                                            | Верните рок-н-ролл !!!                    |           |           |
| 2011                  | «Люди не птицы…»                                   | Верните рок-н-ролл !!!                    |           |           |
| 2011                  | «Тебя теряю я»                                     | Верните рок-н-ролл !!!                    |           |           |
| 2012                  | «Мой папа был против»                              | Верните Ранеток!!!                        |           |           |
| Сольные Анна Руднева  |                                                    |                                           |           |           |
| 2012                  | «Магнит»                                           | Магнит                                    |           |           |
| 2013                  | «Наполовину»                                       | Магнит                                    |           |           |
| 2013                  | «Дым»                                              | Магнит                                    |           |           |
| 2013                  | «Океаны» (feat. MONICA)                            | Магнит                                    |           |           |
| 2013                  | «Что с тобой?»                                     | Магнит                                    |           |           |
| 2014                  | «Все, что было с тобой»                            | Магнит                                    |           |           |
| Анна Руднева & Youngs |                                                    |                                           |           |           |
| 2014                  | «Tыкилометры»                                      | без альбома                               |           |           |
| 2014                  | «Мама»                                             | без альбома                               |           |           |
| 2014                  | «Глупости»                                         | без альбома                               |           |           |
| 2014                  | «Холодно без тебя» (совместно с Дмитрием Ушаковым) | без альбома                               |           |           |
| 2014                  | «Точка кипения» (совместно с Дмитрием Ушаковым)    | без альбома                               |           |           |
| 2014                  | «Цветные сны»                                      | без альбома                               |           |           |
| «Ранетки» (2017)      |                                                    |                                           |           |           |
| 2017                  | «Мы потеряли время»                                | без альбома                               |           |           |
| 2017                  | «Мы потеряли время» (Piano version)                | без альбома                               |           |           |
| 2017                  | «Ранетки: History»                                 | без альбома                               |           |           |
| Анна Руднева          |                                                    |                                           |           |           |
| 2017                  | «Демоны» («Больно ранит любовь»)                   | без альбома                               |           |           |
| 2018                  | «Ты успокой меня»                                  | без альбома                               |           |           |
| 2018                  | «Девочка-киллер»                                   | без альбома                               |           |           |
| 2019                  | «Я уязвима»                                        | без альбома                               |           |           |
| Anya Rudneva          |                                                    |                                           |           |           |
| 2018                  | «Летать»                                           | без альбома                               |           |           |
| Аня Ранетка           |                                                    |                                           |           |           |
| 2020                  | «Найду» (feat. Sam Wick)                           | без альбома                               |           |           |
| 2020                  | «Пока звучит музыка»                               | без альбома                               |           |           |

## Видеография
| Год       | Клип                 | Режиссёр           | Альбом            |           |
| «Ранетки» | «Ранетки»            | «Ранетки»          | «Ранетки»         | «Ранетки» |
| --------- | -------------------- | ------------------ | ----------------- | --------- |
| 2006      | «Она одна»           | Владимир Якименко  | Ранетки           |           |
| 2007      | «О тебе»             | Владимир Якименко  | Ранетки           |           |
| 2008      | «Ангелы»             | Резо Гигинеишвили  | Ранетки           |           |
| 2009      | «Нас не изменят»     | Резо Гигинеишвили  | Пришло наше время |           |
| 2010      | «Налоги на любовь»   | Сергей Мильниченко | Не забуду никогда |           |
| 2010      | «Ты не понял, кто я» | Сергей Мильниченко | Не забуду никогда |           |
| 2010      | «Без тебя»           | Сергей Мильниченко | Не забуду никогда |           |
| 2013      | «Я не забуду тебя»   | Сергей Мильниченко | Не забуду никогда |           |
| Сольные   |                      |                    |                   |           |
| 2018      | «Летать»             | Марина Костылёва   | без альбома       |           |

## Фильмография
| Год       |    | Название                                  | Роль                       |
| --------- | -- | ----------------------------------------- | -------------------------- |
| 2007      | с  | Счастливы вместе                          | участница группы «Пипетки» |
| 2008—2009 | с  | Ранетки                                   | Анна Прокопьева            |
| 2009—2010 | вс | Ранетки Live — Откровения подростков      | в роли самой себя          |
| 2009—2011 | вс | Ранетки: Секретная жизнь                  | в роли самой себя          |
| 2010      | тф | Однажды в Бабен-Бабене                    | школьница                  |
| 2010      | мф | Клуб Винкс: Тайна затерянного королевства | Стелла                     |
| 2011      | вс | Аня+                                      | в роли самой себя          |

## Игры
- «Ранетки» (2008) — PIPE Studio, Новый диск
- «Ранетки: Мобильная игра» (2008) — HeroCraft
- «Ранетки: Game Live» (2010) — ID Company, Новый диск
- «Ранетки: Путь к славе» (2011) — Megasocial, ВКонтакте